# Coppa del Baltico 1994
La Coppa del Baltico 1994 è stata la 14ª edizione della competizione, la 4ª dalla reistituzione di questa manifestazione nel 1991 a seguito del collasso dell'Unione Sovietica.
Ha visto, per la quinta volta nella storia, la vittoria della Lituania, padrona di casa.

## Formula
La formula è quella tradizionale della manifestazione, che prevede un girone all'italiana con partite di sola andata tra le tre formazioni partecipanti.

## Classifica finale
| Pos. | Squadra  | Pt | G | V | N | P | GF | GS | DR |
| ---- | -------- | -- | - | - | - | - | -- | -- | -- |
| 1.   | Lituania | 4  | 2 | 2 | 0 | 0 | 4  | 0  | +4 |
| 2.   | Lettonia | 2  | 2 | 1 | 0 | 1 | 2  | 1  | +1 |
| 3.   | Estonia  | 0  | 2 | 0 | 0 | 2 | 0  | 5  | -5 |

## Risultati
| Arbitro: | Lajkus |

|                                           |           |  |
| Ivanauskas 11’ (rig.) 23’ Mikalajūnas 61’ | Marcatori |  |

| Arbitro: | Dubinskas |

|  |           |                           |
|  | Marcatori | 31’ Astafjevs 37’ Bulders |

| Arbitro: | Timofeyev |

|                       |           |  |
| Tereškinas 67’ (rig.) | Marcatori |  |